# Louis de Belleval
Pour les articles homonymes, voir Belleval.
Henri-Louis-Jean de Belleval, dit Louis de Belleval, né le 20 janvier 1860 à Paris et décédé le 30 mai 1914 dans la même ville, est un écrivain et homme politique boulangiste.

## Biographie
Fils de l'historiographe, sous-préfet et publiciste René de Belleval et de Marie-Léonie Langlois de Septenville, il fait ses études, devient docteur en Droit puis entre au Conseil d’État comme vice-président de la commission chargée d'étudier les lois allemandes appliquées en Alsace-Lorraine.  
Il est révoqué du Conseil d'État en 1888 pour avoir refusé de prononcer le retrait de la vente de son livre "Sommes nous en République ? ", dans lequel il critiquait le régime républicain. 
Aux élections d'août 1888, il fait campagne dans la Somme en faveur du général Boulanger.
L'année suivante, en 1889, Il est élu député boulangiste de la Seine. Invalidé, il est réélu à l'élection partielle en 1890. 
Le général Boulanger étant décédé entretemps, en 1891, Il ne se représente pas en 1893 et quitte la vie politique.

### Mariage et descendance
Le 1er juillet 1887, il épouse à Paris 9e, Marguerite Marie Anaïs Julie de Vitry d'Avaucourt, fille de Marie Modeste de Vitry d'Avaucourt, inspecteur d'Académie, et de Clémence Marie Louise de Bonadona. De ce mariage, est issue une fille unique : 
- Jacqueline de Belleval (Paris 8e, 3 juillet 1888 - Paris 15e, 6 décembre 1977), Mariée le 28 avril 1909 à Beuvraignes avec Jean Saulnier d'Anchald (1882-1918), mort pour la France. Veuve, elle se remaria le 28 mars 1925 à Paris 7e avec André Brossard d'Oimpuis, dont postérité des deux mariages.

## Œuvres
- Le Complot contre le suffrage universel. Le projet de MM. Floquet et Ferry, éditions Arthur Rousseau, Paris, 1888
- La politique opportuniste : colonies et pots de vin,  éditions Arthur Rousseau, Paris, 1888
- Sommes-nous en République ?, éditions Arthur Rousseau 1888